# Mare Nubium
Mar Nubium ("mar de núvols") és un mar lunar en la conca de Nubium en la cara visible de la Lluna. El mar és localitzat just cap al sud-est d'Oceanus Procellarum. Té un diàmetre de 715 km.

## Formació
La conca que conté Mare Nubium és cregut que ha estat part del sistema Pre-nectarià, amb el material de la conca circumdant del període imbrià inferior. El material del mar és del imbrià superior.
El cràter a l'oest del mar és Bullialdus, el qual és del període eratostenià. Això significa que el cràter és més jove que el mar que hi està situat. El cràter que hi ha en el brocal del sud del mar és Pitatus.

## Exploració
Les primeres imatges alliberades pel Lunar Reconnaissance Orbitador en 2009 van ser del Mare Nubium.

## Notícies
El setembre de 2013, astrònoms espanyols van observar i enregistrar un esdeveniment d'impacte quan un roca gran va colpejar la superfície lunar dins de Mare Nubium

## Nom
Com la majoria dels altres mars lunars, el Mare Nubium va ser batejat per Giovanni Riccioli amb el seu sistema de nomenclatura de 1651 que s'ha convertit en estàndard. Anteriorment, William Gilbert l'havia inclòs entre els Continens Meridionalis ("Continent del Sud") al seu mapa de c .1600, i Michael Van Langren l'havia etiquetat com a Mare Borbonicum (en referència a la Casa de Borbó) al seu mapa de 1645.